# Izdebnik (województwo małopolskie)

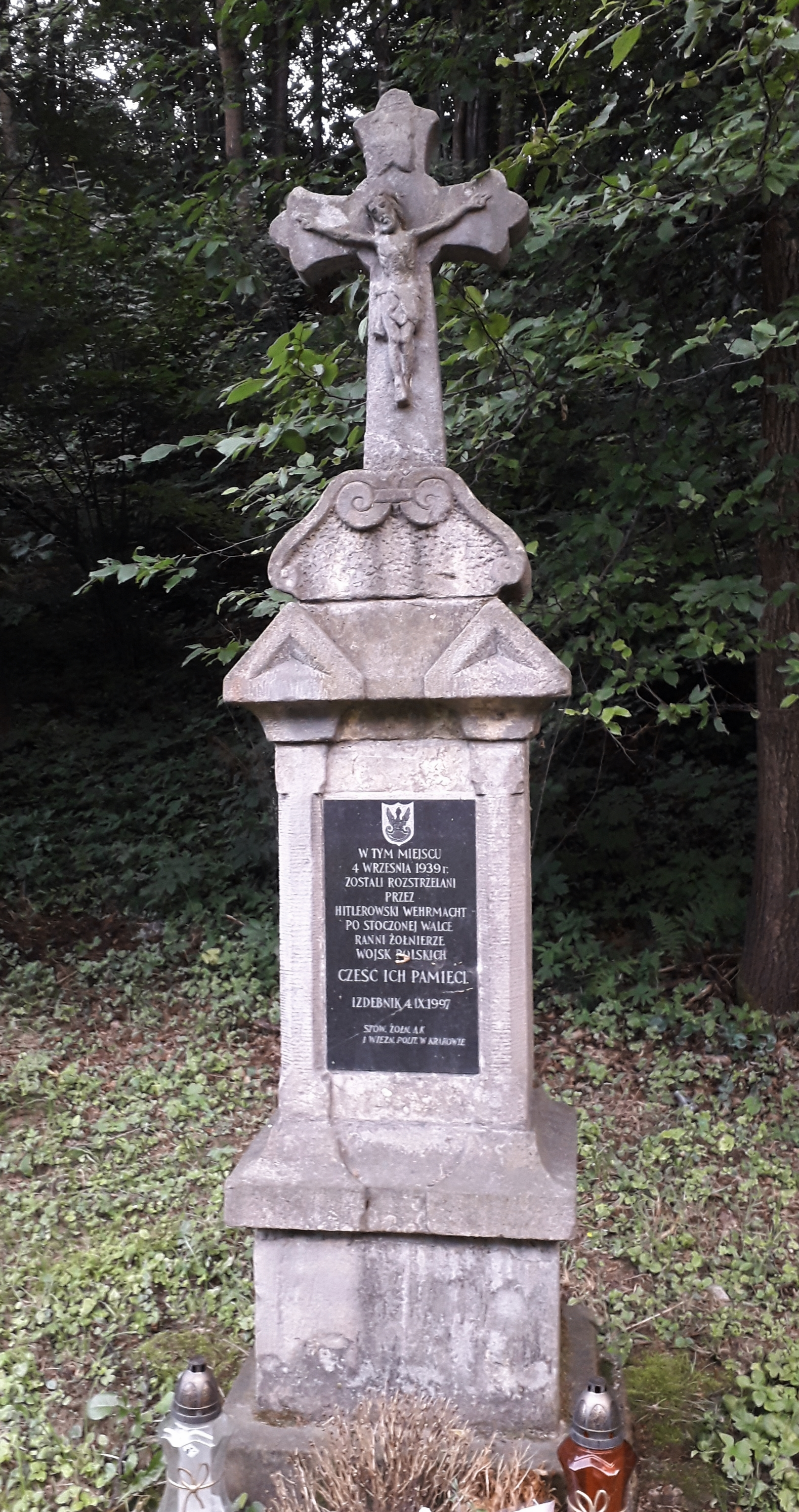
Kamienny krzyż przydrożny

Izdebnik – wieś w Polsce, położona w województwie małopolskim, w powiecie wadowickim, w gminie Lanckorona, ciągnąca się wzdłuż potoku Jastrzębskiego, leżąca przy drodze Kraków – Cieszyn.
W latach 1954–1961 wieś należała i była siedzibą władz gromady Izdebnik, po jej zniesieniu do 1966 w gromadzie Kalwaria Zebrzydowska, a po zniesieniu tejże w gromadzie Brody. W latach 1975–1998 miejscowość administracyjnie należała do województwa bielskiego.

## Integralne części wsi
| części wsi | Chatałówka, Dziedzicówka, Kiwadówka, Kobyłówka, Łypikówka, Madejówka, Migówka, Nasiejówka, Obcar, Orłówka, Prymusówka, Skotnica, Sułkówka, Turkówka |

## Ulice
W 2013 roku uchwałą Rady Gminy Lanckorona jedną z ulic w Izdebniku nazwano Jarzębinową. Dopiero w 2019 roku wprowadzono nazewnictwo pozostałych dróg. Obecnie w Izdebniku znajduje się 51 ulic: Centralna, Cicha, Dąbrówka, Dębowa, Dolna, Dworska, Głowaczówka, Górska, Jarzębinowa, Kępki, Kobyłówka,  Kosmyrówka, Krakowska, Krakówka, Kręta, Królewska, Krótka, Leśna, Lwowska, Łąkowa, Łypikówka, Mikołaja Kopernika, Misiowiec, Młyńska, Na Łączki, Nad Stawami, Nasiejówka, Ogrodowa, Orłówka, Pachniówka, Piaskowa, Piękna, Podleszcze, Polna, Prymusówka, Rozwojowa, Rzeczna, Składowa, Sosnowa, Spacerowa, Spadzista, Spokojna, Sportowa, Św. Floriana, Św. Walentego, Świerkowa, Wadowicka, Zacisze, Zalas, Zarzeczna, Zielona.

## Historia
Miejscowość wzmiankowana w 1346 roku.
W Izdebniku działała w latach 1884–1945 słynna na całą Galicję i resztę Austro-Węgier wytwórnia alkoholi gatunkowych. Była nazywana fabryką wódek zdrowotnych, a jej produkty to powszechnie znane jarzębiaki. Właścicielem tego przedsiębiorstwa był przedstawiciel cesarskiego rodu Habsburgów – arcyksiążę Rainer. Rządcą jego dóbr był Ludwik Seeling von Saulenfels. W latach trzydziestych XX w. fabryka wraz z całym kluczem majątków ziemskich (Izdebnik, Zakrzów, Jastrzębia) została zakupiona przez Zygmunta Lewakowskiego. Po II wojnie światowej fabrykę znacjonalizowano. PGR, który przejął budynki, nie produkował wódek.
19 września 1944 roku oddział Armii Ludowej imienia Ludwika Waryńskiego zaatakował posterunek żandarmerii niemieckiej liczący ok. 80 żołnierzy.

## Zabytki
Obiekt wpisany do rejestru zabytków nieruchomych województwa małopolskiego.
- Budynek dawnej poczty z przełomu XVIII i XIX w. Budynek ten jest jednym z najstarszych zachowanych tego typu obiektów w Polsce.

Obiekty zabytkowe wpisane do gminnej ewidencji:
- budynek dawnej poczty z przełomu XVIII i XIX w.
- kościół św. Małgorzaty z 1838-1841
- kapliczka pw. św. Antoniego z I poł. XIX w.
- kapliczka koło kościoła z 1875
- dwór wraz z budynkami towarzyszącymi i parkiem z XIX w.
- budynek starej szkoły z XIX w.
- 6 budynków mieszkalnych.

## Oświata
Szkoła Podstawowa w Izdebniku nosi imię Bohaterów Walk o Niepodległość Polski.

## Religia
- Parafia św. Małgorzaty w Izdebniku

## Sport
W miejscowości gra klub Jubilat, założony w 1968 roku.
W 1995 roku klub pod nazwą Kuchnie Izdebnik grał w I rundzie Pucharu Polski.